# São Mateus
São Mateus – miasto w Brazylii leżące w stanie Espírito Santo. Obszar miasta liczący 2343,251 km² zamieszkiwało w 2007 roku 89 106 ludzi. 
Miasto założone zostało w 1764 roku.